# Billy Chams
Billy Chams Salum (Barranquilla, 1.° de abril de 1949 - 31 de marzo de 2013) fue un empresario textil y promotor de boxeo colombiano.

## Biografía
Billy Chams era administrador de empresas, barranquillero de origen libanés. Se dedicó a manejar los almacenes de telas William Chams (fundado por su padre de igual nombre), que el hijo expandió a una cadena. Era sobrino de la poetisa Meira Delmar. En 1982 se casó con Tully Leyva, de cuya unión no nacieron hijos.

## Empresario boxístico
Chams fundó la empresa de boxeo Cuadrilátero en 1985. Su primer título mundial lo obtuvo a través de Fidel Bassa, un empleado de la bodega de almacenes, quien el 13 de febrero de 1987 derrotó en Barranquilla al Hilario Zapata, campeón del peso mosca de la Asociación Mundial de Boxeo. Por Cuadrilátero pasaron dos importantes entrenadores de boxeo, Amílcar Brusa (entrenador de Carlos Monzón) y Ramón "Curro" Dossman.

## Campeones mundiales
1. Fidel Bassa
2. Tomás Molinares
3. Rafael Pineda
4. Jonathan Romero
5. Juan Polo Pérez
6. Luis "Chicanero" Mendoza
7. Harold Grey
8. Francisco Tejedor
9. José Sanjuanelo
10. Irene Pacheco
11. José García
12. Miguel Barrera
13. Daniel Reyes
14. Ricardo Torres
15. César Canchila

## Muerte
Falleció el 31 de marzo de 2013 a causa de una afección pulmonar que lo tuvo hospitalizado por 14 días.